# Kenneth Kent Mackenzie
Kenneth Kent Mackenzie  (1877, Nueva York - 1934) fue un abogado y botánico estadounidense.

## Algunas publicaciones
- 1899. Spring flora of Kansas City & vicinity: A systematic key for use in the high schools of Kansas City. Ed. Frank H. Horn & Co. 23 pp.
- 1907. Notes on Carex-III. En Bull. Torrey Bot. Soc. 34: 3: 151-155
- 1907. Notes on Carex-II. En Bull. Torrey Bot. Soc. 34: 3: 151-155
- 1915. Two new sedges from the southwestern United States. Ed. Smithsonian miscellaneous collections. 1 p.

### Libros
- Manual of the Flora of Jackson County, Missouri. 1902. 242 pp.
- (Poales) Cyperaceae. Cypereae (North American flora). 1931. Ed. The New York Bot. Garden. 478 pp.
- Mackenzie, KK; ilustró HC Creutzburg. 1940. North American Cariceae. Ed. The New York Bot. Garden. 2 v. 539 pp.
- Keys to the North American species of Carex. 1945. Ed. The New York Bot. Garden. 80 pp.
- Keys to the North American species of Carex. En: North American Flora, vol. 18, partes 1-7 . Ed. The New York Bot. Garden. 80 pp.

- La abreviatura «Mack.» se emplea para indicar a Kenneth Kent Mackenzie como autoridad en la descripción y clasificación científica de los vegetales.[1]